# ESSA-8
O ESSA-8 foi um satélite estadunidense de pesquisas meteorológicas. Foi lançado em 15 de fevereiro de 1968 às 17:17:00 UTC da Base da Força Aérea de Vandenberg, EUA, através de um foguete Delta. A Missão ESSA-8 substituiu a missão ESSA-6 com o objetivo de fornecer fotografias detalhadas para criar um padrão de nuvens para as estações terrestres em todo o mundo. Os parceiros do projecto incluíam a NASA, o ESSA (Environmental Science Services Administration) o RCA e o U.S. Weather Bureau, junto com o NMC (National Centers for Environmental Prediction).

## Especificações do Satélite
- Excentricidade: 0.00403
- Apogeu: 1.473 km
- Perigeu: 1.410 km
- Inclinação: 101.9º
- Período Orbital: 114,7 minutos
- Massa: 297.0 kg

## Ligações Externas
- http://www.earth.nasa.gov/history/essa/essa8.html
- https://web.archive.org/web/20060902131201/http://www.met.fsu.edu/explores/Guide/Essa_Html/essa8.html
- http://nssdc.gsfc.nasa.gov/nmc/spacecraftOrbit.do?id=1968-114A